# Étide
Étide (en griego, Ἤτις) es el nombre de una antigua ciudad griega de Laconia.
Pausanias recoge la tradición de que había sido fundada cuando Eneas, dirigiéndose a Italia, fue arrastrado por los vientos al golfo de Laconia y que su nombre es debido a una hija de Eneas llamada Etiade. Fue una de las tres ciudades, junto con Side y Afrodisiada, que fueron unidas en sinecismo por uno de los Heráclidas llamado Beo, que se consideraba el fundador epónimo de Bea.
Quizá sea la misma población que cita Diógenes Laercio en una de las dos versiones del oráculo que existían sobre el lugar de origen del sabio Misón.
Podría haber estado ubicada en las ruinas que dice Pausanias que se encontrabas a siete estadios de Bea y donde había un santuario de Asclepio e Higiea.